# Rhea Mons
Rhea Mons is een schildvulkaan op de planeet Venus. Rhea Mons werd in 1979 genoemd naar Rhea, een Titaan uit de Griekse mythologie.
De vulkaan heeft een diameter van 217 kilometer, een hoogte van 4 à 5 kilometer en bevindt zich in het quadrangle Beta Regio (V-17) op de hoogvlakte van de Beta Regio. Rhea Mons is via Devana Chasma verbonden met Theia Mons in het zuiden. Aikhylu Chasma loopt vanaf de vulkaan naar het oosten.